# CLB (Fahrradkomponenten)

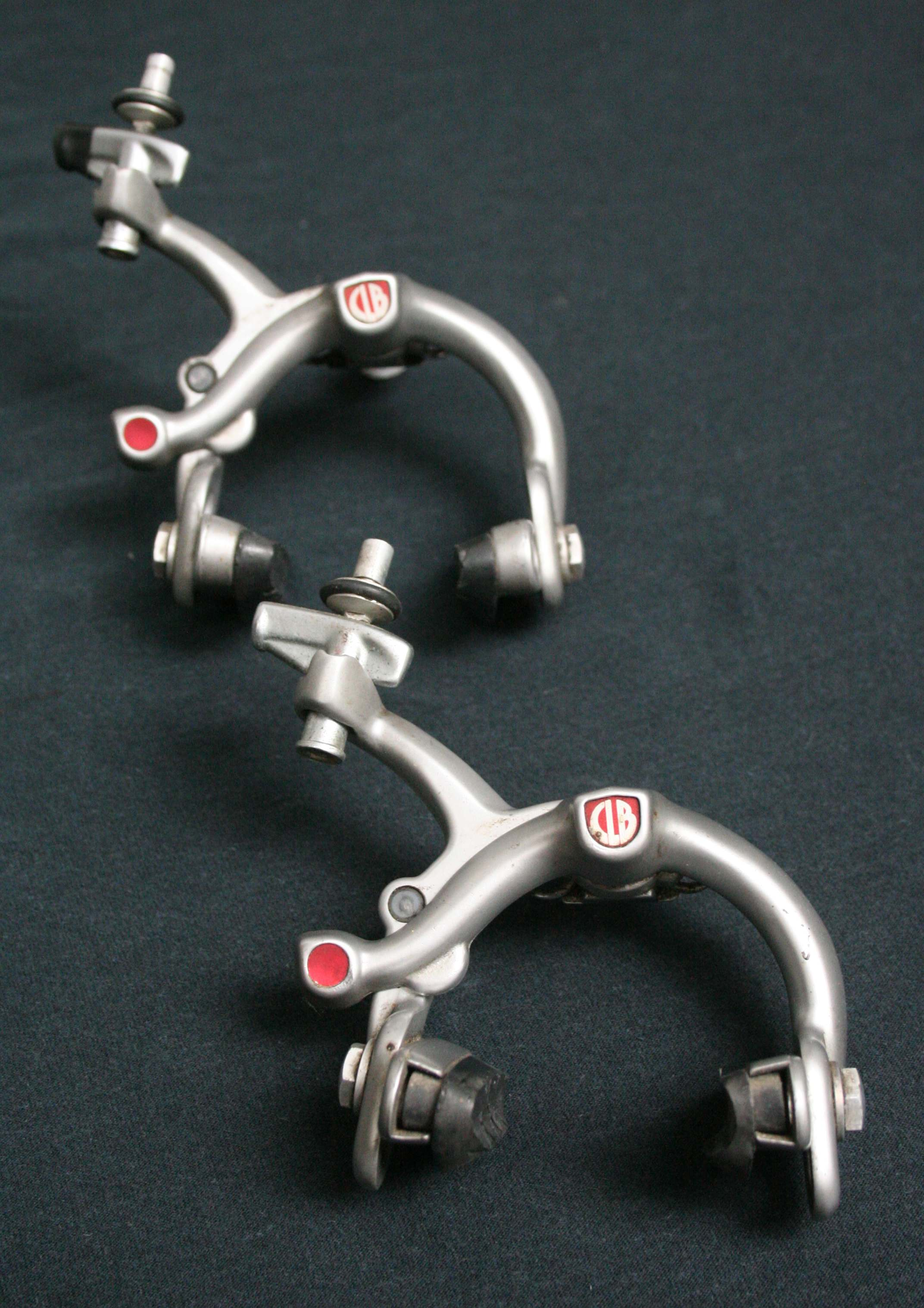
CLB-Rennrad-Bremsen von Anfang der 1980er Jahre

Angenieux CLB SA war ein französischer Hersteller von Fahrradkomponenten in St. Etienne. Nach dem Zweiten Weltkrieg war das Unternehmen neben Mafac einer der beiden führenden Bremsenproduzenten in Frankreich.
CLB stand für die Initialen des Firmengründers Charles Lozier Bourgoin. Die Firma verwendete die Buchstabenkombination für Werbeslogans wie Ce Le Bre und Cha Leger Bloque. In den 1970er Jahren verpasste das Unternehmen den Anschluss an die aktuellen technischen Entwicklungen am Fahrradmarkt und verschwand in den 1980er Jahren aus der Szene.
Schon in den 1960er und 1970er Jahren schwenkten britische Hersteller zu den Schweizer Weinmann-Bremsen um und mit CLB ausgestattete Räder wurden sehr rar.
1984 wurde das Unternehmen von Sachs übernommen. Bereits 1981 kaufte Fichtel & Sachs die französischen Hersteller Huret und Maillard. CLB ging in diesem Zeitraum auch eine Kooperation mit Vitus ein, der die ersten Alu-Rahmen baute. Sachs befand, dass CLB und andere französische Unternehmen überholte Fabrikationen und ein überholtes Management hätten. Zudem habe die Gewerkschaft zu viel Einfluss auf die Betriebe. Mitte der 1980er Jahre wurden so von Sachs die Betriebe Huret, CLB und Maillard stillgelegt. Sachs selbst existierte mit seiner Fahrradsparte bis 1997 und wurde dann von SRAM übernommen.

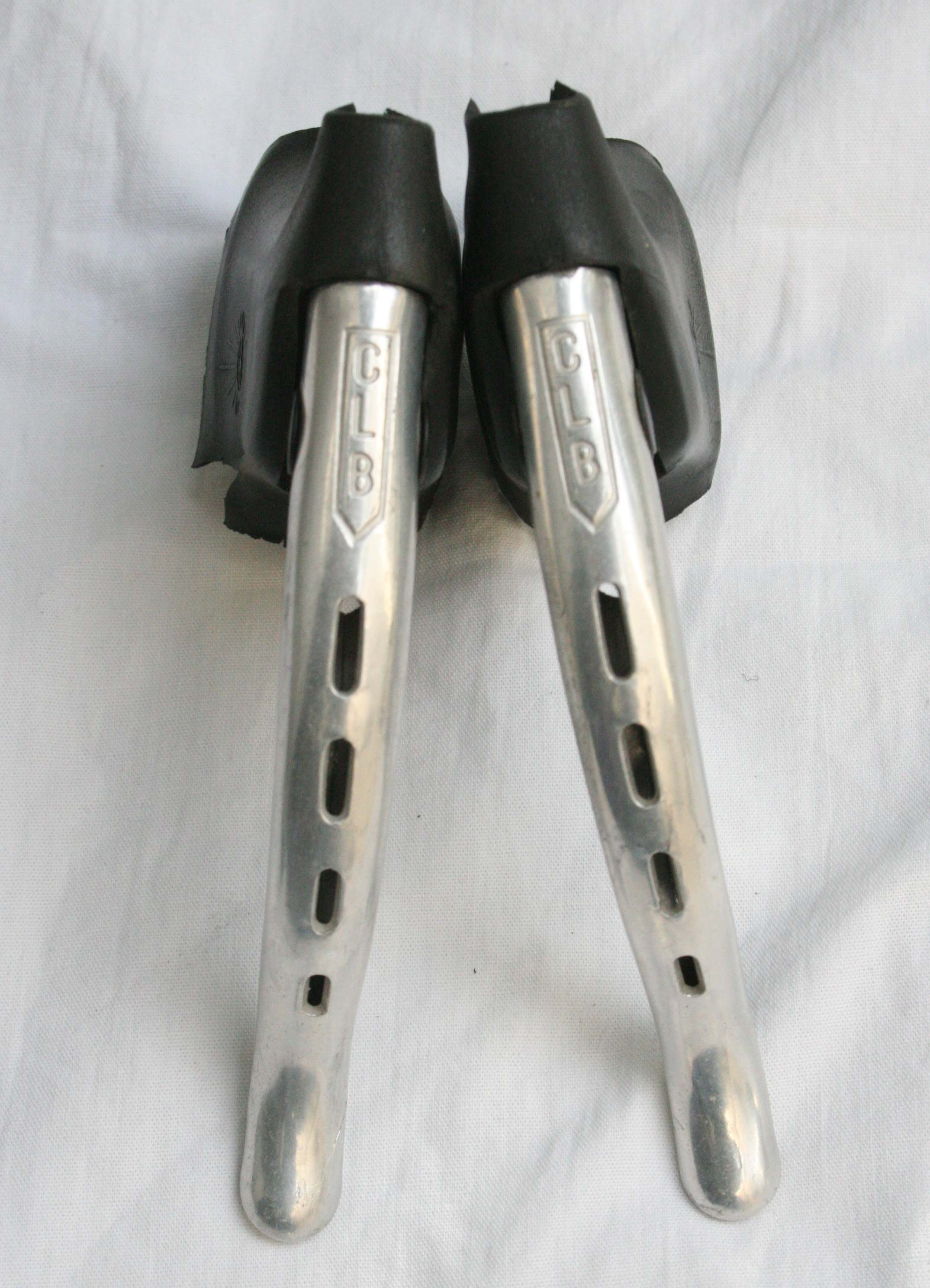
CLB-Rennrad-Bremshebel